# TGV PBKA
,,
Les TGV PBKA (pour Paris – Bruxelles – Köln – Amsterdam) sont des TGV quadricourant, aptes à circuler à 320 km/h, exploités pour le compte de Thalys, aujourd'hui filiale d'Eurostar Group (qui utilise désormais uniquement la marque Eurostar). Ils peuvent circuler en France, en Belgique, aux Pays-Bas et en Allemagne (à la différence des TGV PBA qui ne sont pas dotés des équipements nécessaires pour circuler dans cette dernière).
Construites en 1996 et 1997, elles ressemblent aux rames TGV POS : les deux motrices reprennent l'esthétique des motrices de TGV Duplex et encadrent huit voitures à un niveau, similaires aux remorques des TGV Réseau.

## Description
Ils supportent quatre systèmes d'électrifications différents :
- 25 kV alternatif (50 Hz) pour la France et les lignes à grande vitesse belges et néerlandaises ;
- 1500 V continu pour certaines lignes françaises et le réseau classique néerlandais ;
- 3000 V continu pour le réseau classique belge ;
- 15 kV alternatif (16 2/3 Hz) pour le réseau allemand.

Techniquement, les TGV PBKA sont très proches des TGV Réseau, avec lesquels ils sont utilisables en unité multiple (UM) de deux rames.
Ils possèdent également plusieurs systèmes de signalisation en cabine ou de contrôle de la vitesse :
- la TVM pour les lignes à grande vitesse en France et en Belgique (LGV 1) ;
- le KVB pour les lignes classiques françaises ;
- un système appelé ATBL qui reprend les fonctions de l'ATB (Pays-Bas) et de la TBL (Belgique) ;
- l'Indusi et le LZB pour respectivement les lignes classiques et celles à grande vitesse en Allemagne.
- depuis 2009, de l'ETCS pour circuler à grande vitesse sur les lignes belges LGV 3 et LGV 4 et la ligne néerlandaise HSL-Zuid.

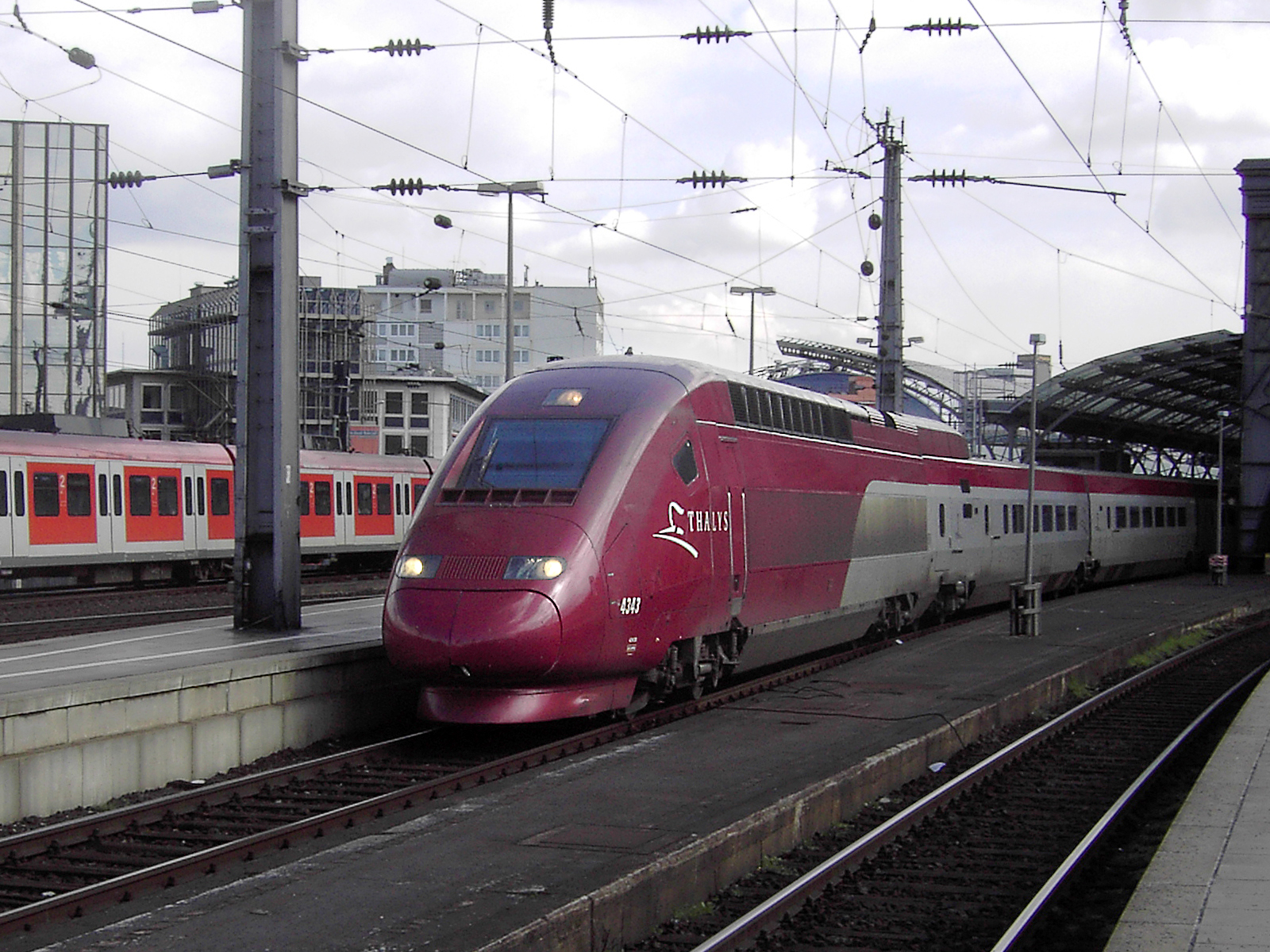
La rame no 4343 (SNCF), en livrée d'origine, à Cologne.

Les motrices des TGV PBKA doivent être équipées de six puis sept systèmes de signalisations différents (avec chacun leurs propres capteurs, leurs propres informatiques). Elles ont un transformateur électrique dimensionné pour fonctionner en entrée sous les quatre systèmes d'électrification mentionnés ci-dessus, soit deux tensions continues et deux tensions alternatives de fréquence différente ; en outre, elles sont équipées d'une interface homme-machine (IHM) en plusieurs langues. Toutes ces spécificités supplémentaires par rapport à une rame TGV domestique engendrent un surcoût de 60 % dans la construction des rames PBKA. Initialement, le parc Thalys ne devait être constitué que de rames PBKA, mais en raison de leur fort surcoût, la SNCF a décidé de substituer en partie à sa commande initiale de TGV PBKA des rames TGV Réseau tri-tension continu / alternatif auxquels elle a ajouté les équipements de signalisation en cabine nécessaires pour circuler en Belgique et aux Pays-Bas. Ces rames transformées par mesure d'économie deviendront les TGV PBA qui n'ont pas l'aptitude pour circuler en Allemagne. Les TGV PBKA se distinguent facilement extérieurement des TGV PBA par le carénage aérodynamique des motrices : les premiers ont le même que celui des TGV Duplex tandis que les seconds ont celui, moins arrondi, des TGV Réseau.

## Intérieur
De 2009 à 2010, les rames Thalys ont connu une rénovation avec une nouvelle livrée Thalys, un nouvel aménagement intérieur comprenant des prises électriques 220 V individuelles et, en cabine, l'installation de la signalisation ETCS et une nouvelle interface homme machine.

### Ruby
Depuis 2021, les rames connaissent une nouvelle rénovation Ruby, dotée d'un Kiosk avec des distributeurs au lieu du bar classique, de 28 sièges supplémentaires et de plus d'espaces pour les bagages.
En janvier 2023, Eurostar annonçait que quatre rames Ruby étaient prêtes. La possibilité d'accepter deux vélos non démontés par rame sera disponible avec suffisamment de rames Ruby,.

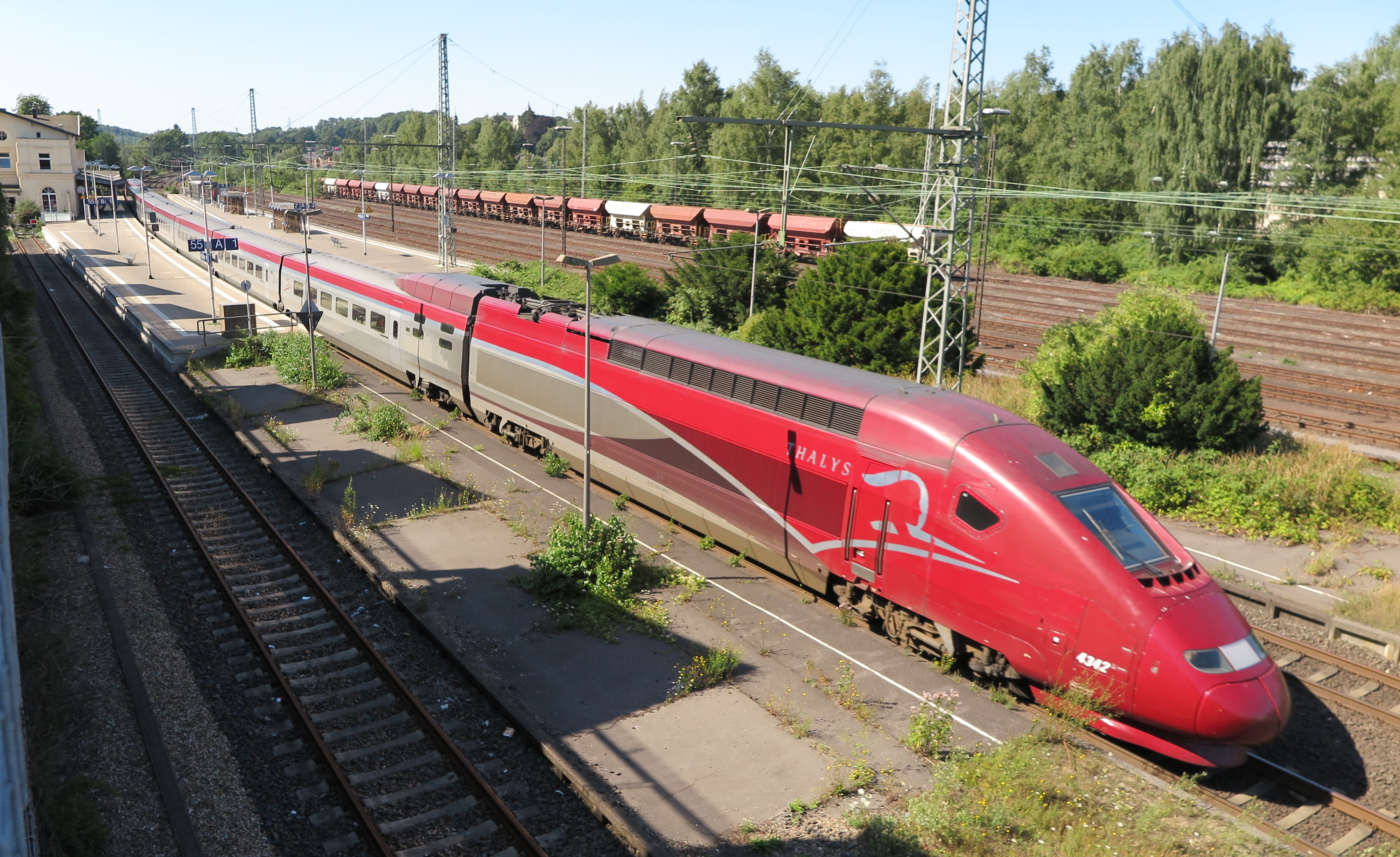
Thalys PBKA no 4342 en livrée de 2009.
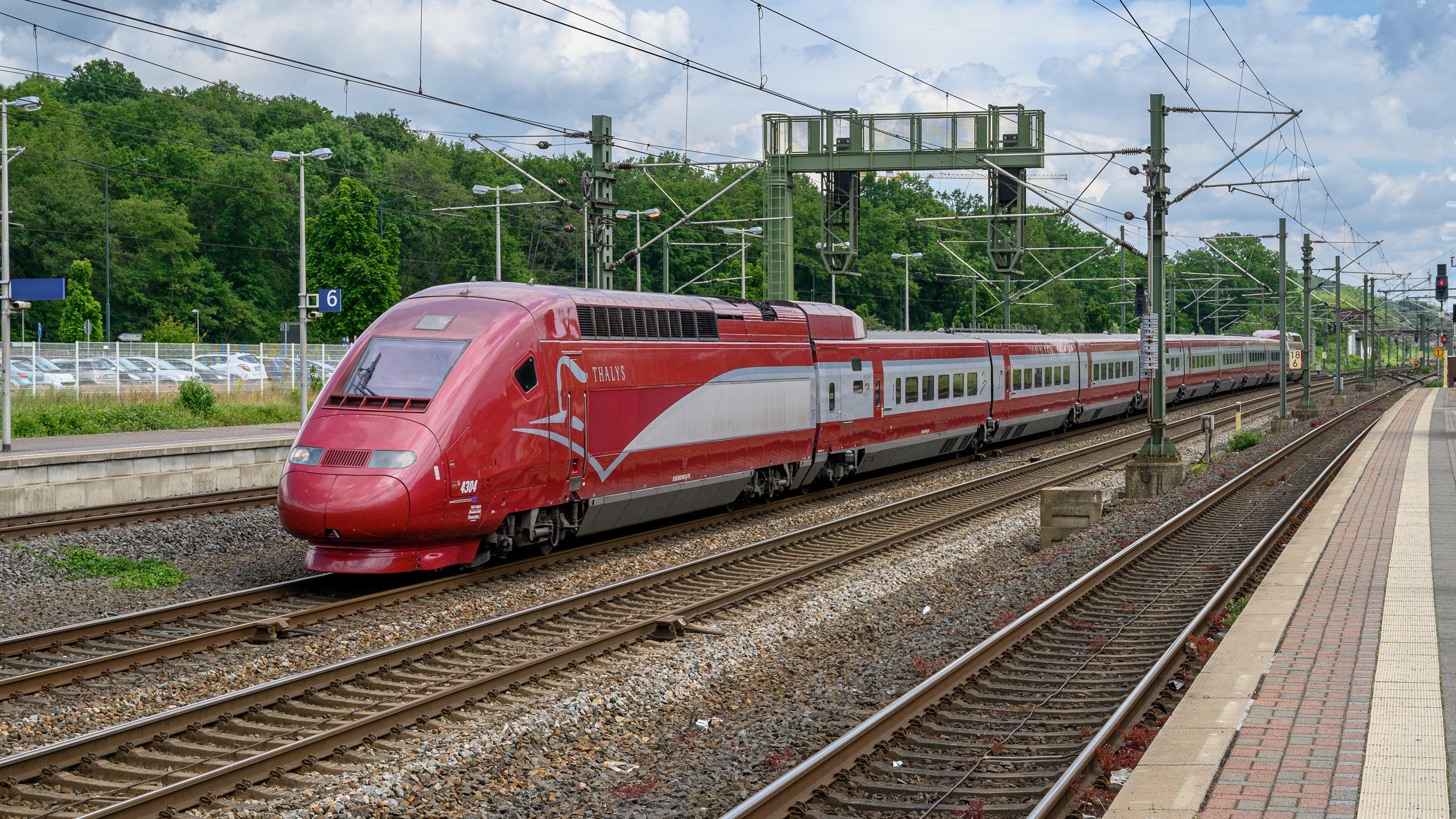
Rame no 4304 en livrée modernisée.
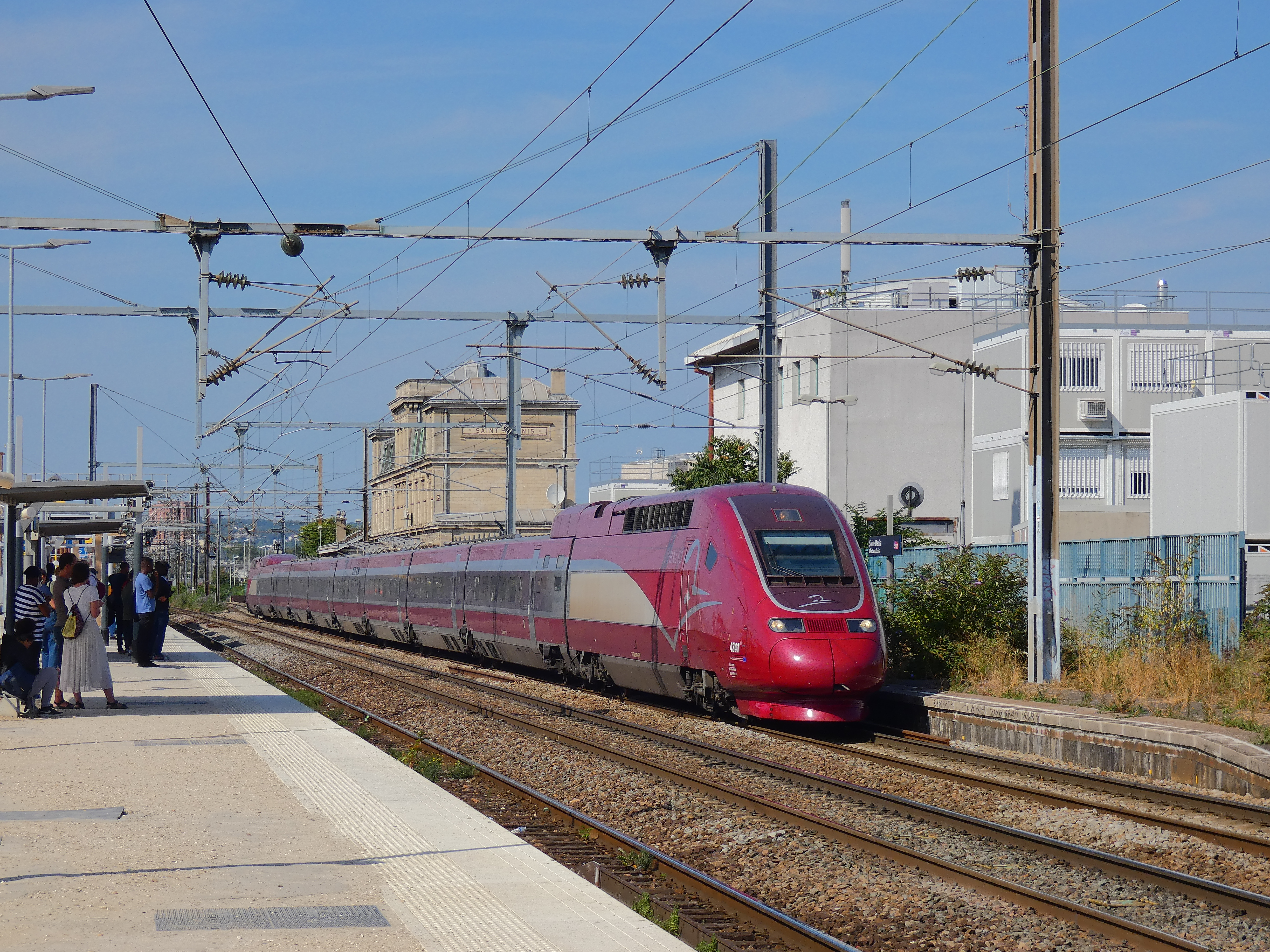
Rame no 4341 en livrée Ruby.

## Dépôts titulaires
La répartition du parc figure dans l'état du matériel ci-dessous. Actuellement, toutes les rames dépendent du dépôt de Forest-Voitures, situé entre la gare de Bruxelles-Midi et celle de Forest-Midi. Dans le passé, certaines d'entre elles ont été affectées au technicentre du Landy (en région parisienne).
| Rame | Motrices    | Mise en service  | Radiation | Livrée      | Dépôt  | Baptême (date) |
| SNCB | SNCB        | SNCB             | SNCB      | SNCB        | SNCB   | SNCB           |
| ---- | ----------- | ---------------- | --------- | ----------- | ------ | -------------- |
| 4301 | 43010/43019 | /                | /         | Thalys      | Forest |                |
| 4302 | 43020/43029 | /                | /         | Thalys Ruby | Forest |                |
| 4303 | 43030/43039 | /                | /         | Thalys      | Forest |                |
| 4304 | 43040/43049 | /                | /         | Thalys      | Forest |                |
| 4305 | 43050/43059 | /                | /         | Thalys      | Forest |                |
| 4306 | 43060/43069 | /                | /         | Thalys      | Forest |                |
| 4307 | 43070/43079 | /                | /         | Thalys Ruby | Forest |                |
| DB   |             |                  |           |             |        |                |
| 4321 | 43210/43219 | /                | /         | Thalys Ruby | Forest |                |
| 4322 | 43220/43229 | /                | /         | Thalys Ruby | Forest |                |
| NS   |             |                  |           |             |        |                |
| 4331 | 43310/43319 | /                | /         | Thalys Ruby | Forest |                |
| 4332 | 43320/43329 | /                | /         | Thalys      | Forest |                |
| SNCF |             |                  |           |             |        |                |
| 4341 | 43410/43419 | 20 juin 1996     | /         | Thalys Ruby | Forest |                |
| 4342 | 43420/43429 | 30 mai 1997      | /         | Thalys Ruby | Forest |                |
| 4343 | 43430/43439 | 30 mai 1997      | /         | Thalys      | Forest |                |
| 4344 | 43440/43449 | 11 juillet 1997  | /         | Thalys Ruby | Forest |                |
| 4345 | 43450/43459 | 1er août 1997    | /         | Thalys      | Forest |                |
| 4346 | 43460/43469 | 21 novembre 1997 | /         | Thalys Ruby | Forest |                |

## Rames particulières
- Rame 4301 : en 2019, rame pelliculée aux couleurs de Disneyland Paris à l'occasion de l'ouverture de la liaison quotidienne directe entre la gare centrale d'Amsterdam et la gare de Marne-la-Vallée - Chessy, en passant par la gare de l'aéroport Charles-de-Gaulle 2 TGV.
- Rame 4303 : en 2013, rame pelliculée aux couleurs du film Les Schtroumpfs 2.
- Rame 4306 : en 2017, rame pelliculée à l'occasion du championnat du monde de hockey sur glace[8].
- Rame 4343 : en 2011, rame pelliculée aux couleurs du film Les Aventures de Tintin : Le Secret de La Licorne[9],[10] ; puis, en 2012, pour le départ du Tour de France dans la province de Liège[11].
- Rame 4345 : en 2013, rame pelliculée à l'occasion de l'intronisation du roi Willem-Alexander[12],[13].

## Modélisme
La rame PBKA a été reproduite en HO par les firmes Jouef, Lima, Mehano et Märklin/Trix.